# Siervas de la Madre de Dios
La Congregación Siervas de la Madre de Dios (oficialmente en latín: Congregartio Ancellae Mater Dei) es una congregación religiosa católica femenina de derecho pontificio, fundada por la viuda colombiana Elisa Jaramillo de Ramos, en Popayán, el 25 de marzo de 1946. A las religiosas de este instituto se les conoce como siervas de la Madre de Dios y posponen a sus nombres las siglas S.M.D.

## Historia
Luego de enviudar (1908), la colombiana Elisa Jaramillo de Ramos se dedicó a las obras de caridad en favor de los niños abandonados. En 1934, fundó una casa de acogida para niñas de la calle y huérfanas, a la que llamó Casa Mater Dei («Madre de Dios»), en la ciudad de Medellín. Con el deseo de fundar una congregación religiosa se trasladó a Popayán, ya que su proyecto fue rechazado por la Arquidiócesis de Medellín, donde con la aprobación del arzobispo del lugar, Diego María Gómez Tamayo, dio inicio a la Congregación de las Dominicas Siervas de la Eucaristía y del Rosario, el 25 de marzo de 1946. Como ya existía en Colombia una congregación con un nombre similar a ese, al año siguiente cambió el nombre por el de Congregación Siervas de la Madre de Dios.
El 25 de marzo de 1955, el arzobispo de Popayán aprobó el instituto como congregación religiosa de derecho diocesano. El 11 de agosto de 1958 recibió la aprobación pontificia.

## Organización
La Congregación Siervas de la Madre de Dios es un instituto religioso centralizado, cuyo gobierno lo ejerce la superiora general, con la ayuda de su consejo. La sede central se encuentra en Medellín (Colombia).
Las Siervas de la Madre de Dios se dedican a la educación y formación cristiana de la infancia, especialmente a los abandonados. Sus casa hogares llevan el título de Mater Dei. El hábito de las religiosas está compuesto por una túnica blanca y un velo negro.
En 2015, el instituto contaba con unas 62 religiosas y 14 comunidades presentes en Colombia, Ecuador y Venezuela.